# Lista chorążych reprezentacji Albanii na igrzyskach olimpijskich
Lista chorążych reprezentacji Albanii na igrzyskach olimpijskich – lista zawodników i zawodniczek reprezentacji Albanii, którzy podczas ceremonii otwarcia nowożytnych igrzysk olimpijskich nieśli flagę Albanii.

## Chronologiczna lista chorążych
| Lp. | Rok i miejsce        | Chorąży                | Dyscyplina            |
| --- | -------------------- | ---------------------- | --------------------- |
| 1   | 1972, Monachium      | Afërdita Tusha         | Strzelectwo           |
| 2   | 1992, Barcelona      | Kristo Robo            | Strzelectwo           |
| 3   | 1996, Atlanta        | Mirela Maniani-Tzelili | Lekkoatletyka         |
| 4   | 2000, Sydney         | Ilirjan Suli           | Podnoszenie ciężarów  |
| 5   | 2004, Ateny          | Klodiana Shala         | Lekkoatletyka         |
| 6   | 2006, Turyn          | Erjon Tola             | Narciarstwo alpejskie |
| 7   | 2008, Pekin          | Sahit Prizreni         | Zapasy                |
| 8   | 2010, Vancouver      | Erjon Tola             | Narciarstwo alpejskie |
| 9   | 2012, Londyn         | Romela Begaj           | Podnoszenie ciężarów  |
| 10  | 2014, Soczi          | Erjon Tola             | Narciarstwo alpejskie |
| 11  | 2016, Rio de Janeiro | Luiza Gega             | Lekkoatletyka         |
| 12  | 2018, Pjongczang     | Suela Mëhilli          | Narciarstwo alpejskie |
| 13  | 2020, Tokio          | Luiza Gega             | Lekkoatletyka         |
| 13  | 2020, Tokio          | Briken Calja           | Podnoszenie ciężarów  |
| 14  | 2022, Pekin          | Denni Xhepa            | Narciarstwo alpejskie |